# Oedistoma iliolophus
Az Oedistoma iliolophus  a madarak osztályának verébalakúak (Passeriformes) rendjébe és a bogyókapófélék (Melanocharitidae) családjába tartozó faj.

## Rendszerezése
A fajt Tommaso Salvadori olasz ornitológus írta le 1876-ban, a Melilestes nembe Melilestes iliolophus néven. Sorolták a Toxorhamphus nembe Toxorhamphus iliolophus néven is.

## Alfajai
- Oedistoma iliolophus affine (Salvadori, 1876)
- Oedistoma iliolophus cinerascens (Stresemann & Paludan, 1932)
- Oedistoma iliolophus fergussonis (Hartert, 1896)
- Oedistoma iliolophus flavum (Mayr & Rand, 1935)
- Oedistoma iliolophus iliolophus (Salvadori, 1876)[2]

## Előfordulása
Új-Guinea szigetén, Indonézia és Pápua Új-Guinea területén honos. Természetes élőhelyei a szubtrópusi vagy trópusi száraz erdők, síkvidéki és hegyi esőerdők. Állandó, nem vonuló faj.

## Megjelenése
Testhossza 11 centiméter.

## Életmódja
Rovarokkal, nektárral és néha gyümölcsökkel táplálkozik.

## Természetvédelmi helyzete
Az elterjedési területe nagyon nagy, egyedszáma ismeretlen. A Természetvédelmi Világszövetség Vörös listáján nem fenyegetett fajként szerepel.